# 토착어
토착어(土着語)란 어느 지역에서 본디 쓰던 언어이자 원주민이 말하는 언어를 뜻한다. 토착어라고 해서 반드시 그 나라의 국어가 되지도 않고, 거꾸로 국어라고 해서 반드시 그 지역의 토착어는 아니다. 볼리비아 토착어인 아이마라어나 한국 토착어인 한국어처럼 토착어가 국어가 되기도 한다.
세계 곳곳의 원주민 중에는 조상 대대로 써온 언어를 다음 세대로 물려주기를 멈추고, 주류 사회의 언어를 대신 사용하기도 한다. 이러한 과정을 언어 전환이라 부르며 문화 변용의 일종으로 본다. 또 많은 토착어는 의도적인 언어 말살 대상이기도 했다. 이런 일을 겪은 언어는 소멸 위기에 처한다. 유엔은 토착어에 이 같은 취약함이 있으므로, 2019년을 국제 토착어의 해로 지정함해 “토착어의 돌이킬 수 없는 소실과, 토착어를 보존·재활·증진할 긴급한 필요에 대한 관심을 촉진”하고자 하였다.

## 소멸
많은 토착어가 다양한 이유로 사라져간다. 그 이유 가운데 자연재해나 집단학살로 화자 집단이 없어지기도 하며, 아이들에게 언어를 물려주지 못하는 고령화 공동체이거나, 적극적으로 토착어를 말살하려는 억압적 언어 정책 따위가 있다. 북아메리카에서 1600년 이래 적어도 52개 아메리카 원주민 언어가 사라졌다. 오늘날 전 세계에 약 7,000개 언어가 있다고 추정하지만, 이 가운데 절반은 앞으로 백 년 안에 사라질 예정이다.

## 같이 보기
- 기층 언어
- 오스트레일리아 원주민 언어
- 문법 교수
- 소수 언어
- 언어 되살리기
- 국제 토착어의 해